# باورو (شطيرة)
باورو هي شطيرة برازيلية. تتضمن الوصفة الجبن (عادة جبن الموزاريلا) المذاب في حمام ماريا، وشرائح من اللحم البقري المشوي والطماطم والخيار المخلل في خبز فرنسي مع إزالة الفتات الذي يوجد في الداخل (أي الجزء الداخلي الطري).